# Susanne Klatten
Susanne Klatten (Bad Homburg, 28 aprile 1962) è un'imprenditrice tedesca, proprietaria dell'industria chimica Altana e tra i maggiori azionisti della BMW. È la donna più ricca della Germania e, secondo Forbes,  occupa nel 2021 il 59º posto tra le persone più ricche del mondo con un patrimonio di 28,6 miliardi di dollari..

## Biografia
Nata col nome di Susanne Hanna Ursula Quandt, è figlia di Herbert Quandt (1910-1982) e di Johanna Quandt (1926-2015), terza moglie dell'industriale tedesco.  Infanzia triste, i genitori vietano a lei e al fratello Stefan, più giovane di 4 anni, contatti con i coetanei. Nel 1978 si trova coinvolta insieme alla madre in un tentato rapimento sventato dalla polizia.
Si laurea in economia aziendale, lavora per l'agenzia pubblicitaria Young & Rubicam a Francoforte dal 1981 al 1983, quindi fa un corso di marketing e management all'Università di Buckingham e prende un MBA all'IMD di Losanna specializzandosi in pubblicità. In seguito acquisisce ulteriore esperienza commerciale a Londra con la Dresdner Bank, la filiale di Monaco della McKinsey e la banca Bankhaus Reuschel & Co. Riconoscendo che la sua ricchezza a volte le crea problemi, spesso lavora in incognito sotto il nome di Susanne Kant.
Alla morte del padre, eredita il 50,1% del capitale dell'azienda di prodotti farmaceutici e chimici Altana e una partecipazione del 12,50% in BMW. In Altana siede nel consiglio di sorveglianza di Altana contribuendo a trasformarla in una società di livello mondiale tanto da essere quotata nella lista DAX tedesca delle 30 migliori aziende.  Nel 2006 Altana AG vende le sue attività farmaceutiche a Nycomed per 4,5 miliardi di euro, mantenendo invece le sue attività nel settore delle sostanze chimiche speciali.  I 4,5 miliardi di euro ottenuti dalla cessione del settore farmaceutico sono poi distribuiti agli azionisti come dividendo.  Altana mantiene la sua quotazione in borsa e Klatten, diventata nel frattempo presidente dell'azienda, rimane il suo azionista di maggioranza fino al 2009 quando compra quasi tutte le azioni di Altana che non possedeva.
In BMW vuole capire come funziona l'azienda e con il nome di Susanne Kant entra come semplice impiegata nella filiale di Regensburg dove incontra l'uomo che poi sposerà, un ingegnere. In seguito aumenta la sua partecipazione nella casa automobilistica al 19,2% e le viene dato il soprannome di "Frau BMW". Nel 1997 è nominata membro del consiglio di sorveglianza della casa automobilistica con il fratello Stefan Quandt che a sua volta ha portato la sua quota di partecipazione al 23,7%.
Nel 2007 finisce al centro delle cronache per un caso di ricatto. Un suo amante, uno svizzero, la minaccia di rendere pubblici i video dei loro incontri se non avesse pagato un forte riscatto. Lei gli dà appuntamento in un garage di Monaco e lo fa arrestare. In seguito l'uomo sarà condannato a sette anni di carcere insieme ad un suo complice, un italiano proprietario di un albergo.
Nel 2016 Susanne Klatten non solo è la donna più ricca della Germania ma anche la quinta tra le donne nel mondo e 38ª nella classifica generale di Forbes, con un patrimonio stimato in 18,5 miliardi di dollari. La rivista Forbes la cita anche tra le 100 donne più potenti del mondo.
Dal 2018, Klatten, in qualità di proprietario di SKion e Altana - che insieme detengono il 46 percento - è anche azionista di Landa Digital Printing, una società dell'imprenditore e inventore israeliano Benny Landa nel campo della stampa digitale e delle nanotecnologie.
È anche coinvolta nel trattamento delle acque attraverso partecipazioni in produttori di sistemi di trattamento tramite SKion.

## Vita privata
Si sposa nel 1990 a Kitzbühel con Jan Klatten, l'ingegnere conosciuto a Regensburg. I due vanno a vivere a Monaco. Tre i figli dal matrimonio. La coppia ha divorziato nel giugno 2018
Susanne Klatten è tra i maggiori finanziatori del partito di centro-destra CDU.

## Il silenzio dei Quandt
Nell'ottobre 2007 un film-documentario dell'emittente televisiva tedesca ARD, The Silence of the Quandts (realizzato da Eric Friedler e Barbara Siebert e premiato con il "Hanns Joachim Friedrichs Award"), ha svelato i rapporti della famiglia con il nazismo. Magda, la nonna, aveva divorziato per sposare Joseph Goebbels, l'uomo della propaganda nazista, mentre il nonno aveva continuato a fare affari utilizzando nella seconda guerra mondiale i prigionieri di guerra nelle sue fabbriche. Cinque giorni dopo la proiezione, quattro membri della famiglia hanno annunciato, a nome dell'intera famiglia Quandt, la loro intenzione di finanziare un progetto di ricerca in cui uno storico avrebbe esaminato le attività della famiglia durante la dittatura di Adolf Hitler. 
A partire dal 2008 la famiglia non ha pagato alcun risarcimento alle vittime sopravvissute e nessuna prova di scuse può essere trovata né citata.